# Port Address Translation
Port Address Translation (PAT) – usługa urządzeń, które tłumaczą komunikację TCP bądź UDP, nawiązaną pomiędzy hostem sieci prywatnej a hostem sieci publicznej. Pozwala ona używać jednego adresu IP zewnętrznego wielu komputerom w sieci lokalnej.
Urządzenie z PAT czytelnie modyfikuje pakiety IP przetwarzane przez nie. Modyfikacja ta charakteryzuje się tym, że wszystkie pakiety wysłane z sieci wewnętrznej do publicznej mają jedno pochodzenie (urządzenia z PAT).

## NAT a PAT
PAT jest zawarty w NAT, w dodatku jest ściśle powiązany z koncepcją NAT. Znany jest również jako NAT Overload.
W PAT modyfikowany jest zarówno prywatny adres IP, jak i numer portu nadawcy. Urządzenie samo wybiera numer portu, który będzie widziany w sieci publicznej. W związku z tym PAT operuje na dwóch warstwach modelu OSI: 3 (sieciowej) oraz 4 (transportowej); natomiast NAT wykorzystuje jedynie warstwę 3 (sieciową).

## Wykorzystanie
Implementacje PAT zawarte są w zaporach sieciowych (programowych) i urządzeniach dostępowych do sieci (routerach ADSL). Przy konfigurowaniu tych urządzeń wyróżniony jest podział na Internet (sieć publiczna) i LAN (sieć wewnętrzna).

## Zalety
- wszystkie zalety usługi NAT,
- użycie jednego publicznego numeru IP przez wszystkie komputery znajdujące się w sieci wewnętrznej,

## Wady
- złożoność - ponieważ wszystkie wewnętrzne adresy ukryte są za jednym publicznym numerem jest więc niemożliwością połączyć się z konkretnym komputerem w sieci bez specjalnych konfiguracji (przekierunkowania połączeń do poszczególnych portów)
- ograniczenie - usługa posiada ograniczoną ilość miejsca w tablicy przekierunkowania i przy natężonej pracy sieci LAN wszystkie porty mogą zostać zajęte co zablokuje pozostałym komputerom dostęp do sieci zewnętrznej

## Przykład działania
Komputer o adresie 192.168.0.2 próbuje nawiązać połączenie ze zdalnym urządzeniem sieci publicznej. Pakiet początkowy otrzymuje adres 192.168.0.2:15345. Urządzenie PAT (o IP publicznym 1.2.3.4) paruje adres źródłowy: port z 1.2.3.4:16529, robiąc wpis w tablicy wewnętrznej, zgodnie z którym port 16529 jest wykorzystywany dla połączenia z 192.168.0.2. Kiedy informacja z sieci zewnętrznej zostania nadana, urządzenie PAT wie, gdzie ma ją przekierować.
Przykład praktyczny wysyłania z sieci LAN wiadomości.
Sieć LAN ----------- Urządzenia dostępowe
192.168.1.4:80→83.10.20.70:212
192.168.1.5:80→83.10.20.70:220

## Analogia
Działanie usługi PAT można porównać do recepcjonistki w biurze, która używa jednego zewnętrznego numeru telefonicznego. Zajmuje się ona głównie przekierowaniem połączeń zewnętrznych do odpowiedniego odbiorcy znajdującego się w biurze. Połączenie bezpośrednie z sieci publicznej do konkretnego telefonu w biurze jest niemożliwe. Natomiast wszystkie połączenia wykonywane z biura mają ten sam numer telefoniczny.